# 豊中市の野外彫刻
本稿では、大阪府豊中市内の野外彫刻を一覧で記載する。

## 一覧[1]
（凡例）

タイトル：『　』 製作年： 作者： 設置場所： 備考：

### 人物

『大勝利ツアー』 平成元年 エルナン・プエルマ 大阪モノレール 蛍池駅
『陽だまり』 ？ 鈴木清貴 千里アートロード
『2台の楽器のために』 ？ 日高頼子 千里アートロード
『HEAVEN'S WOMEN』 ？ 堀田大貴 千里アートロード
『まほろば』 ？ 中垣克久 千里アートロード
『五月の蝶』 昭和58年 岩田健 千里アートロード
『愛よ永遠に』 ？ 一色邦彦 千里アートロード
『にわか雨』 ？ 工藤健一 千里アートロード
『語らい』 ？ 本多厚二 千里アートロード
『布をもつ』 ？ 山本雅彦 千里中央公園
『欣びの精霊』 不明 笠置季男 樫ノ木公園
『腕をくむ』 不明 山本稚彦 新千里北町ロータリー
？ 平成14年 田村務 豊中駅人工広場
『一つの世界』 ？ 吉田叡示 豊中駅人工広場
『夕暮れ』 ？ ？ 稲荷山公園
『さかなつり』 ？ 松本鍼太郎 千里川 千里川橋
『水辺の姉弟』 ？ ？ 豊中市水道局柴原浄水場
『マドンナ』 ？ 西田明未 ジオ緑地公園中央広場
『宇宙からのビーナス』 平成3年 池田増寿夫 緑地公園グリーンハイツ
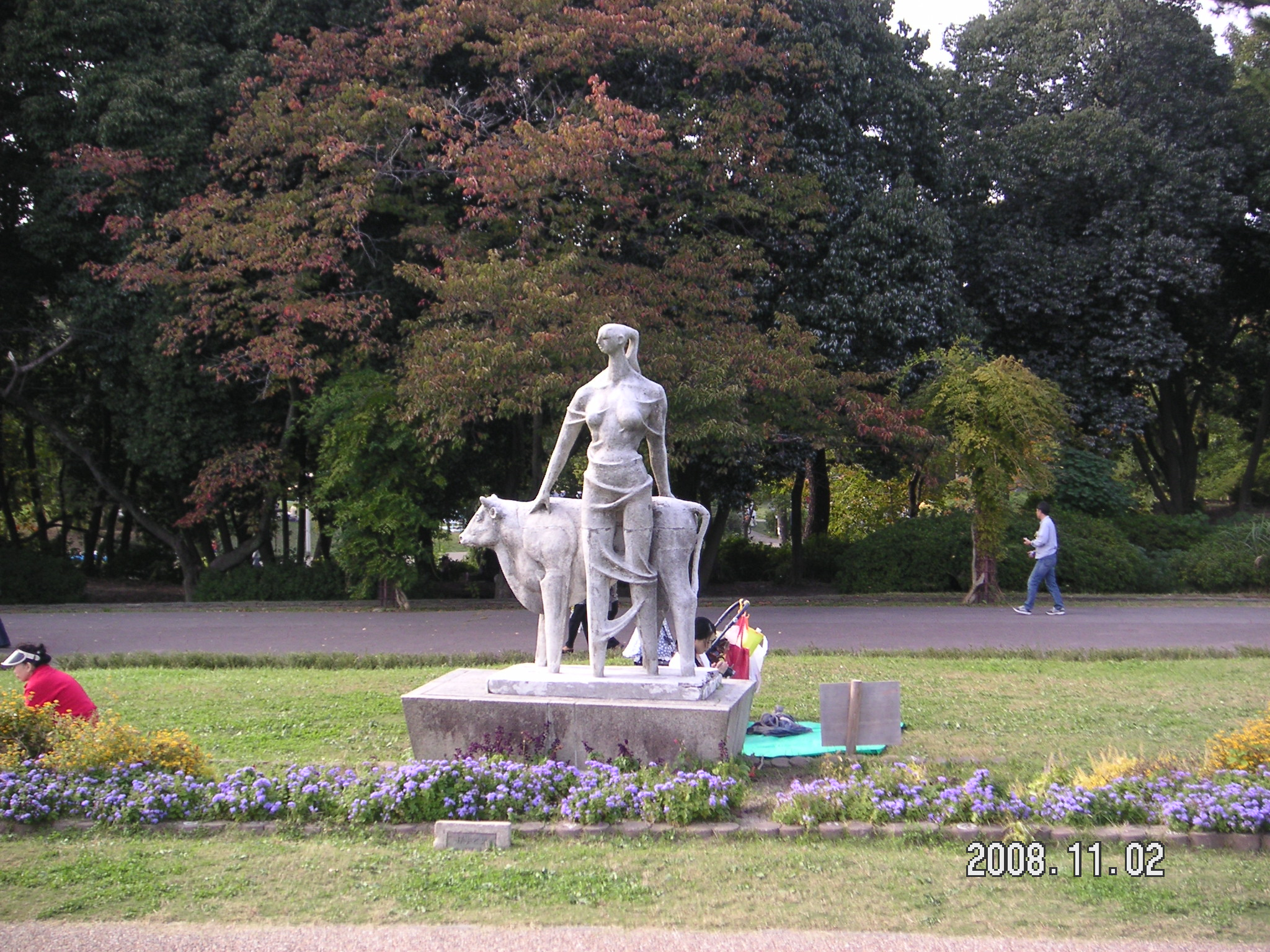
『仔牛と女』 昭和34年 松下隆治 服部緑地 円形花壇
『平和の呼び笛』 ？ 吉田叡示 曽根駅前
『女の子』 ？ ？ 曽根駅 東
『男の子』 ？ ？ 曽根駅 東
『小鳥と少女』 ？ ？ 曽根駅 東
『文化の光』 ？ 和田真澄 アクア文化ホール
『空間の使徒』 ？ 吉田叡示 市民会館
『平和の女神』 ？ 北村西望 市民会館
『考える人』 ？ オーギュスト・ロダン 豊中市役所
『世界はひとつ』 ？ 田中彰br>市民会館
『竹とんぼ』 ？ ？ 桜塚公園
『さかなとり』 ？ 畑野充男 青いこみち
『かたらいの像』 ？ ？ 轟木公園
『漣』 平成6年 井上昭 中央幹線景観水路
『弥生の人々』 ？ ？ 中央幹線景観水路
『彫刻ベンチ（A）』 ？ 三沢憲司 中央幹線景観水路
『夢』 平成3年 湯川隆 新豊島川親水緑道
『遊』 ？ 湯川隆 新豊島川親水緑道
『翔』 ？ 湯川隆 新豊島川親水緑道
『ホタルと童』 ？ ？ 新豊島川親水緑道
『母と子』 昭和60年 井上昭 グリーンタウン島江
『三つの願い』 ？ ？ 庄内駅 東
『花のかんむり』 ？ ？ 庄内駅 西
『昼さがり』 ？ ？ 庄内北公園

- 『大勝利ツアー』
平成元年
エルナン・プエルマ
大阪モノレール 蛍池駅
[備考 1]
- 『陽だまり』
？
鈴木清貴
千里アートロード[注 1]
- 『2台の楽器のために』
？
日高頼子
千里アートロード
- 『HEAVEN'S WOMEN』
？
堀田大貴
千里アートロード
- 『まほろば』
？
中垣克久
千里アートロード
- 『五月の蝶』
昭和58年
岩田健
千里アートロード
- 『愛よ永遠に』
？
一色邦彦
千里アートロード
- 『にわか雨』
？
工藤健一
千里アートロード
- 『語らい』
？
本多厚二
千里アートロード
- 『布をもつ』
？
山本雅彦
千里中央公園
- 『欣びの精霊』
不明
笠置季男
樫ノ木公園
- 『腕をくむ』
不明
山本稚彦
新千里北町ロータリー
[備考 2]
- ？
平成14年
田村務
豊中駅人工広場
[備考 3]
- 『一つの世界』
？
吉田叡示
豊中駅人工広場
- 『夕暮れ』
？
？
稲荷山公園
[備考 4]
- 『さかなつり』
？
松本鍼太郎
千里川 千里川橋
- 『水辺の姉弟』
？
？
豊中市水道局柴原浄水場
- 『マドンナ』
？
西田明未
ジオ緑地公園中央広場
- 『宇宙からのビーナス』
平成3年
池田増寿夫
緑地公園グリーンハイツ
- 『仔牛と女』
昭和34年
松下隆治
服部緑地 円形花壇
- 『平和の呼び笛』
？
吉田叡示
曽根駅前
[備考 5]
- 『女の子』
？
？
曽根駅 東
[備考 6]
- 『男の子』
？
？
曽根駅 東
[備考 7]
- 『小鳥と少女』
？
？
曽根駅 東
[備考 8]
- 『文化の光』
？
和田真澄
アクア文化ホール
[備考 9]
- 『空間の使徒』
？
吉田叡示
市民会館
- 『平和の女神』
？
北村西望
市民会館
[備考 10]
- 『考える人』
？
オーギュスト・ロダン
豊中市役所
- 『世界はひとつ』
？
田中彰br>市民会館
[備考 11]
- 『竹とんぼ』
？
？
桜塚公園
[備考 12]
- 『さかなとり』
？
畑野充男
青いこみち
- 『かたらいの像』
？
？
轟木公園
- 『漣』
平成6年
井上昭
中央幹線景観水路
- 『弥生の人々』
？
？
中央幹線景観水路
- 『彫刻ベンチ（A）』
？
三沢憲司
中央幹線景観水路
- 『夢』
平成3年
湯川隆
新豊島川親水緑道
- 『遊』
？
湯川隆
新豊島川親水緑道
- 『翔』
？
湯川隆
新豊島川親水緑道
- 『ホタルと童』
？
？
新豊島川親水緑道
- 『母と子』
昭和60年
井上昭
グリーンタウン島江
- 『三つの願い』
？
？
庄内駅 東
- 『花のかんむり』
？
？
庄内駅 西
- 『昼さがり』
？
？
庄内北公園
[備考 13]

### 動物

『生き物』 平成12年 アントニーン・スティブーレック 大阪モノレール 大阪空港駅
『あほんだら獅子』 昭和45年 流政之 千里中央公園
『オバQ』 ？ 辻晋堂 千里中央公園
『かわせみ』 ？ 松本鍼太郎 千里川 千里川橋 <
『カゾアル（火食鳥）』 平成6年 小杉三朗 北消防署泉丘出帳所
『孔雀』 昭和34年 大西 金次郎 服部緑地 円形花壇
『カルガモの親子（親）』 ？ ？ 曽根駅 東
『カルガモの親子（子）』 ？ ？ 曽根駅 東
『小鳥』 ？ ？ 曽根駅 東
『カワウソ』 ？ ？ 曽根駅 東
『カメ』 ？ ？ 曽根駅 東
『仔イノシン』 ？ ？ 曽根駅 東
『ネコ』 ？ ？ 曽根駅 東
『生きる者たち』 ？ 浦野八重子 新豊島川親水緑道
『IKOI』 平成3年 鈴木丘 新豊島川親水緑道
『蝶（てふてふ）』 ？ ㈱アートブレーン 中央幹線景観水路
『風で動く鳥』 ？ 尼子靖 中央幹線景観水路
『ひたむき』 ？ 抜水政 中央幹線景観水路
『つがい』 ？ 抜水政 中央幹線景観水路
『ゆめ』 ？ 抜水政 中央幹線景観水路
『たのしみ』 ？ 抜水政 中央幹線景観水路
？ ？ ？ 寸賀尻樋門広場

- 『生き物』
平成12年
アントニーン・スティブーレック
大阪モノレール 大阪空港駅
[備考 14]
- 『あほんだら獅子』
昭和45年
流政之
千里中央公園
[備考 15]
- 『オバQ』
？
辻晋堂
千里中央公園
[備考 16]
- 『かわせみ』
？
松本鍼太郎
千里川 千里川橋
<
- 『カゾアル（火食鳥）』
平成6年
小杉三朗
北消防署泉丘出帳所
[備考 17]
- 『孔雀』
昭和34年
大西 金次郎
服部緑地 円形花壇
- 『カルガモの親子（親）』
？
？
曽根駅 東
[備考 18]
- 『カルガモの親子（子）』
？
？
曽根駅 東
[備考 19]
- 『小鳥』
？
？
曽根駅 東
[備考 20]
- 『カワウソ』
？
？
曽根駅 東
[備考 21]
- 『カメ』
？
？
曽根駅 東
[備考 22]
- 『仔イノシン』
？
？
曽根駅 東
[備考 23]
- 『ネコ』
？
？
曽根駅 東
[備考 24]
- 『生きる者たち』
？
浦野八重子
新豊島川親水緑道
- 『IKOI』
平成3年
鈴木丘
新豊島川親水緑道
- 『蝶（てふてふ）』
？
㈱アートブレーン
中央幹線景観水路
- 『風で動く鳥』
？
尼子靖
中央幹線景観水路
- 『ひたむき』
？
抜水政
中央幹線景観水路
- 『つがい』
？
抜水政
中央幹線景観水路
- 『ゆめ』
？
抜水政
中央幹線景観水路
- 『たのしみ』
？
抜水政
中央幹線景観水路
- ？
？
？
寸賀尻樋門広場

### 植物

『フラワータワー』 昭和58年 ？
服部緑地 西中央広場[備考 25]

### その他

『仕組＜イス＞Ⅱ』 平成4年 森口宏一 大阪モノレール 蛍池駅
『鉄のための装置 1, 2』 平成7年 田邊朗 大阪モノレール 大阪空港駅
『林檎の惑星－92』 平成4年 吉田和央 大阪モノレール 大阪空港駅
『標本A』 昭和48年 森口宏一 大阪モノレール 柴原駅
『標本B』 昭和48年 森口宏一 大阪モノレール 柴原駅
『手』 昭和47年 森口宏一 大阪モノレール 柴原駅
『Dish』 昭和46年 森口宏一 大阪モノレール 柴原駅
『風景』 昭和46年 森口宏一 大阪モノレール 小路駅
『ケースの場合A』 昭和48年 森口宏一 大阪モノレール 小路駅
『ケースの場合B』 昭和48年 森口宏一 大阪モノレール 小路駅
『鉄釉広口壷』 昭和45年 木村元次 大阪モノレール 千里中央駅
『立ち上がる構造』 平成2年 ジョルジョ・ゼンナーロ 大阪モノレール 千里中央駅
『大きな構成』 ？ アレッサンドラ・ポルフィディア OPH新千里西町
『Transfiguration"LINK"III』 平成2年 竹内三雄 千里朝日阪急ビル
『コミュニケーション』 ？ 西田明未 千里朝日阪急ビル
『森のささやき』 平成2年 新宮晋 千里体育館
？ ？ 児玉康兵 千里緑丘住宅 北極星の広場
『ハレー彗星'86春の接近』 ？ 児玉康兵 緑丘北公園
『白い雲』 昭和63年 新宮晋 野畑図書館
『心のかけ橋』 ？ 児玉康兵 野畑団地
『太陽のかけ橋』 ？ 児玉康兵 野畑団地
『てくてく』 平成6年 山田幸作 市立あゆみ学園 市立桜井谷老人デイサービスセンター
『伸びゆく柴原』 平成6年 羽原義秀 柴原駅前広場
『94.WAVE Ⅰ』 平成6年 羽原義秀 柴原駅前広場
『宇宙の花』 平成9年 新宮晋 柴原駅前 二尾池
『未来へ』 ？ 打波隆夫 赤坂上池公園
『湧飛』 昭和62年 児玉康兵 二ノ切池公園 ゆうひの広場
『異・空間93-1』 平成5年 内田晴之 北消防署東泉丘出張所
『弧のアダージョ』 平成3年 森口宏一 服部緑地
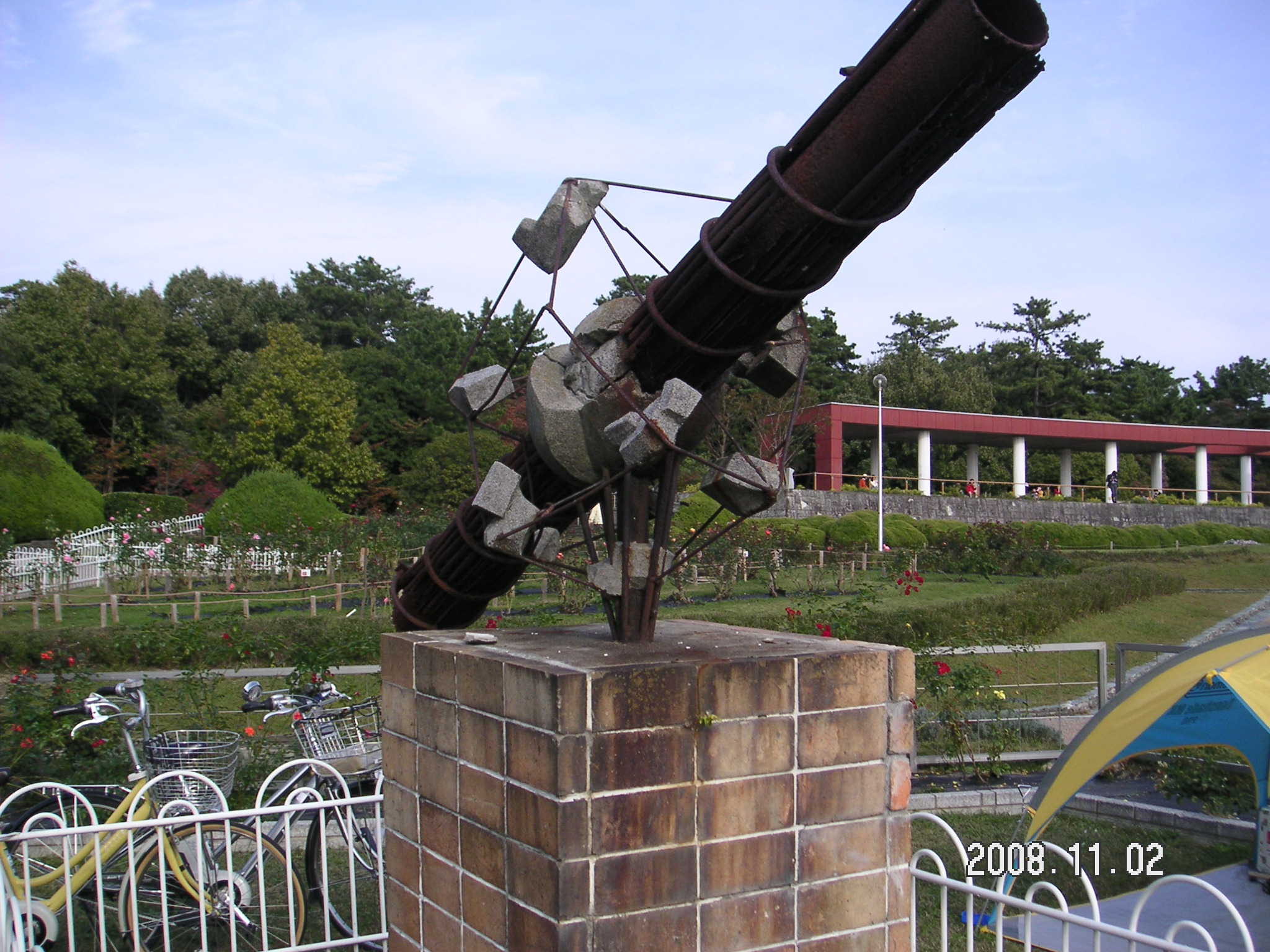
『時空』 昭和34年 村岡三郎 服部緑地 円形花壇
『カリアティード1983 3本のねじれた柱』 昭和58年 金井良輔 緑地公園駅 西
『スペースドラゴン』 ？ 池田増寿夫 国際交流センター
『原田の音石』 平成5年 今井祝雄・藤本由紀夫 原田老人福祉センター
『躍動』 昭和61年 今井輝久 武道館ひびき
『永遠の輝き』 ？ ㈱ホッカイ 中央幹線景観水路
『石のオブジェ』 ？ 関西石材工業㈱ 中央幹線景観水路
『風と光の塔』 ？ 勝造形企画㈱ 中央幹線景観水路
『星の広場シェルター』 ？ ㈱サカエ 中央幹線景観水路
『親柱』 ？ ㈱アートブレーン 中央幹線景観水路
『モニュメントベンチ』 ？ ？ 中央幹線景観水路
『彫刻（E.T.）』 ？ ㈱アートブレーン 中央幹線景観水路
？ ？ ？ 寸賀尻樋門広場
？ ？ ？ 寸賀尻樋門広場
『風の標識』 平成3年 大成浩 新豊島川親水緑道
『五色の風』 ？ 今井輝久 グリーンタウン島江
『翼に乗って』 平成元年 新宮晋 庄内体育館
『芽』 ？ 藤本春紀 新豊島川親水緑道

- 『仕組＜イス＞Ⅱ』
平成4年
森口宏一
大阪モノレール 蛍池駅
[備考 26]
- 『鉄のための装置 1, 2』
平成7年
田邊朗
大阪モノレール 大阪空港駅
[備考 27]
- 『林檎の惑星－92』
平成4年
吉田和央
大阪モノレール 大阪空港駅
[備考 28]
- 『標本A』
昭和48年
森口宏一
大阪モノレール 柴原駅
[備考 29]
- 『標本B』
昭和48年
森口宏一
大阪モノレール 柴原駅
[備考 30]
- 『手』
昭和47年
森口宏一
大阪モノレール 柴原駅
[備考 31]
- 『Dish』
昭和46年
森口宏一
大阪モノレール 柴原駅
[備考 32]
- 『風景』
昭和46年
森口宏一
大阪モノレール 小路駅
[備考 33]
- 『ケースの場合A』
昭和48年
森口宏一
大阪モノレール 小路駅
[備考 34]
- 『ケースの場合B』
昭和48年
森口宏一
大阪モノレール 小路駅
[備考 35]
- 『鉄釉広口壷』
昭和45年
木村元次
大阪モノレール 千里中央駅
[備考 36]
- 『立ち上がる構造』
平成2年
ジョルジョ・ゼンナーロ
大阪モノレール 千里中央駅
[備考 37]
- 『大きな構成』
？
アレッサンドラ・ポルフィディア
OPH新千里西町
[備考 38]
- 『Transfiguration"LINK"III』
平成2年
竹内三雄
千里朝日阪急ビル
- 『コミュニケーション』
？
西田明未
千里朝日阪急ビル
- 『森のささやき』
平成2年
新宮晋
千里体育館
- ？
？
児玉康兵
千里緑丘住宅 北極星の広場
- 『ハレー彗星'86春の接近』
？
児玉康兵
緑丘北公園
- 『白い雲』
昭和63年
新宮晋
野畑図書館
- 『心のかけ橋』
？
児玉康兵
野畑団地
[備考 39]
- 『太陽のかけ橋』
？
児玉康兵
野畑団地
[備考 40]
- 『てくてく』
平成6年
山田幸作
市立あゆみ学園 市立桜井谷老人デイサービスセンター
- 『伸びゆく柴原』
平成6年
羽原義秀
柴原駅前広場
- 『94.WAVE Ⅰ』
平成6年
羽原義秀
柴原駅前広場
- 『宇宙の花』
平成9年
新宮晋
柴原駅前 二尾池
- 『未来へ』
？
打波隆夫
赤坂上池公園
- 『湧飛』
昭和62年
児玉康兵
二ノ切池公園 ゆうひの広場
- 『異・空間93-1』
平成5年
内田晴之
北消防署東泉丘出張所
- 『弧のアダージョ』
平成3年
森口宏一
服部緑地
- 『時空』
昭和34年
村岡三郎
服部緑地 円形花壇
- 『カリアティード1983 3本のねじれた柱』
昭和58年
金井良輔
緑地公園駅 西
[備考 41]
- 『スペースドラゴン』
？
池田増寿夫
国際交流センター
- 『原田の音石』
平成5年
今井祝雄・藤本由紀夫
原田老人福祉センター
- 『躍動』
昭和61年
今井輝久
武道館ひびき
- 『永遠の輝き』
？
㈱ホッカイ
中央幹線景観水路
- 『石のオブジェ』
？
関西石材工業㈱
中央幹線景観水路
- 『風と光の塔』
？
勝造形企画㈱
中央幹線景観水路
- 『星の広場シェルター』
？
㈱サカエ
中央幹線景観水路
- 『親柱』
？
㈱アートブレーン
中央幹線景観水路
- 『モニュメントベンチ』
？
？
中央幹線景観水路
- 『彫刻（E.T.）』
？
㈱アートブレーン
中央幹線景観水路
- ？
？
？
寸賀尻樋門広場
- ？
？
？
寸賀尻樋門広場
- 『風の標識』
平成3年
大成浩
新豊島川親水緑道
- 『五色の風』
？
今井輝久
グリーンタウン島江
- 『翼に乗って』
平成元年
新宮晋
庄内体育館
- 『芽』
？
藤本春紀
新豊島川親水緑道

### 時計塔

？ ？ 山田幸作 新千里2号線緑地帯

- ？
？
山田幸作
新千里2号線緑地帯
[備考 42]